# Vyšné Nemecké
Vyšné Nemecké é um município da Eslováquia, situado no distrito de Sobrance, na região de Košice. Tem 4,63 km² de área e sua população em 2018 foi estimada em 238 habitantes.

## Demografia
| Ano:        | 1994 | 2004    | 2014   | 2024   |
| ----------- | ---- | ------- | ------ | ------ |
| Broj ljudi: | 211  | 246     | 242    | 238    |
| Razlika:    |      | +16,58% | -1,62% | -1,65% |

| Ano:               | 2023 | 2024   |
| ------------------ | ---- | ------ |
| Número de pessoas: | 244  | 238    |
| Diferença:         |      | -2,45% |